# 野生のエルザ
『野生のエルザ』（やせいのエルザ、原題：Born Free）は、ジョイ・アダムソンによる実在のライオンを記録した1960年刊行のノンフィクション作品。ベストセラーとなったのち、映画化・テレビドラマ化された。
原題「Born Free」は、新約聖書の使徒行伝にある、パウロが彼を捕らえた兵士に言った言葉「But I was free born」（しかし、私は生まれながらの自由（民）です）に由来するという。
邦訳書は藤原英司による『野生のエルザ ライオンを育てた母の記録』で、1962年に文藝春秋新社から刊行された。邦訳名は、当時、文藝春秋の出版部長だった井上良の創案であった。

## ストーリー
1956年、ケニアの狩猟監視官であるジョージ・アダムソンは、人食い事件で雌雄のライオンを射殺し、その子供である三頭の赤ん坊を家に連れ帰った。ジョージの妻ジョイは、前例のない子ライオンの人工保育を成功させ、三頭はアダムソン家で育っていった。しかし、野生の生活を知らないライオンは檻の中で生きるしかない。ジョイは泣く泣く二頭をオランダの動物園に送ったが、一番小さいエルザだけはどうしても手放すことができなかった。
成長したエルザは近くの現地人の村で騒ぎを起こし、放し飼いを禁じられた。ジョージには、狩猟監視官に定められた一年間の長期休暇で英国に帰る日も近づいていた。動物園ならエルザは安全に暮らせると、ジョイを諭すジョージ。しかしジョイは、エルザを野生に返すという驚くべき決意を口にした。
三か月の猶予を得たジョイ達はサバンナにキャンプを張り、エルザに狩りを教えるための訓練を開始した。しかし、前代未聞の試みはなかなか上手く行かず、衰弱したエルザは重い病気を患った。日数も残り少なくなり、諦めかけた頃、ついにエルザは獲物を倒し、野生のライオンの群れに迎え入れられた。
その後、長期休暇に入ったジョイとジョージは、早めに日程を切り上げてケニアに戻り、エルザと別れた自然保護区を訪れた。エルザの姿を確認できないまま最終日を迎え、諦めてキャンプを畳もうとした時、三頭の子ライオンを連れたエルザが元気な姿を見せた。以前と変わらずジョイ達に甘えるエルザは、野生と人間界の懸け橋となったのだった。

## 映画
映画版『野生のエルザ』は、1966年公開のイギリス映画である。1971年には、スタッフとキャストを一新（ただし、アダムソン夫妻以外の脇役は何名かが同じ俳優が演じた）した続編『永遠のエルザ』（原題：LIVING FREE）が公開された。
日本では、まず1972年1月3日にTBSの『月曜ロードショー』でテレビ初放送された。その後、1975年11月2日にNETテレビ（現・テレビ朝日）の『日曜洋画劇場』で放送された。

### キャスト
| 役名                 | 俳優                     | 日本語吹替 | 日本語吹替                     |
| 役名                 | 俳優                     | TBS版      | NETテレビ版                    |
| -------------------- | ------------------------ | ---------- | ------------------------------ |
| ジョイ・アダムソン   | ヴァージニア・マッケンナ | 馬渕晴子   | 二階堂有希子                   |
| ジョージ・アダムソン | ビル・トラヴァース       | 井上孝雄   | 柳生博                         |
| ジョン・ケンドル     | ジェフリー・キーン       | 吉沢久嘉   | 北村弘一                       |
| ヌル                 | ピーター・ルコイエ       | 安田隆     | 上田敏也                       |
| マッケデ             | オマール・チャンバティ   |            | 加藤修                         |
| ベイカー             | ブライアン・エプサム     |            |                                |
| ケン                 | ロバート・チータム       |            |                                |
| サム                 | ビル・ゴッデン           |            | 国坂伸                         |
| ジェームズ           | ロバート・S・ヤング      | 嶋俊介     | 仲木隆司                       |
| ワトソン             | ジェフリー・ベスト       | 西桂太     | 加藤修                         |
| 医師                 | スーリヤ・パテル         |            | 国坂伸                         |
| 洗濯する女           |                          |            | 中川まり子 佐久間あい 野沢マキ |

- TBS版：初回放送1972年1月3日[『月曜ロードショー』
- NETテレビ版：初回放送1975年11月2日『日曜洋画劇場』

※アダムソン夫妻を演じたマッケンナとトラヴァース、TBS版の吹替を担当した馬渕と井上、NET版の吹替を担当した二階堂と柳生は私生活でも夫婦である。

### スタッフ
- 監督：ジェームズ・ヒル（英語版）、トム・マッゴーワン（英語版）
- 製作：サム・ジャッフェ、ポール・ラディン
- 製作総指揮：カール・フォアマン
- 原作：ジョイ・アダムソン
- 脚本：ジェラルド・L・C・コプリー
- 撮影：ケネス・タルボット（英語版）
- 主題歌："Born Free"[注 1] 歌唱：マット・モンロー（英語版） / 作詞：ドン・ブラック（英語版） / 作曲：ジョン・バリー
- 音楽：ジョン・バリー

#### 日本語版
※NETテレビ版
- 演出：山田悦司
- 翻訳：宇津木道子
- 調整：山田太平
- 効果：赤塚不二夫
- 制作：NET、コロンビア、グロービジョン

### 受賞とノミネート
- 第39回アカデミー賞
  - 作曲賞受賞：ジョン・バリー
  - 歌曲賞受賞：ジョン・バリー、ドン・ブラック

### 東映まんがまつり
本作は、1975年7月26日公開の『東映まんがまつり』でもダイジェスト版で上映された。
同時上映作は『ちびっ子レミと名犬カピより 家なき子』、『グレートマジンガー対ゲッターロボG 空中大激突』、『宇宙円盤大戦争』、『がんばれ!!ロボコン ゆかいな仲間』、『秘密戦隊ゴレンジャー』、『仮面ライダーストロンガー』の計6本。

## テレビドラマ
テレビドラマ版『野生のエルザ』は、1974年にアメリカNBCで放送されていた全13回の連続シリーズである。ただし、本国では裏番組（ABCの刑事物「The Rookies」と、CBSの「ガンスモーク (テレビドラマ)」（Gunsmoke）が強力だったこともあり、わずか1シーズンで打ち切りとなった.
日本では、1975年1月6日から同年3月31日までフジテレビ系列局で毎週月曜 20:00 - 20:55 （日本標準時）に放送。また、AXN海外ドラマチャンネルが2021年11月24日から平日に毎日2話ずつ放送した。
ジョージ・アダムソンはケニアの保護区の狩猟管理官である。第一話からエルザは保護区の中での野生の生活をおくっているが、依然としてアダムソン夫妻とのつながりは深い状態である。

### テレビドラマ版キャスト
- ジョイ・アダムソン：ダイアナ・マルドア（吹き替え：小林千登勢）
- ジョージ・アダムソン：ゲイリー・コリンズ（英語版）(吹き替え:前田昌明)
- マケッド：ハル・フレドレック
- リーガン：ドーン・リン
- ヌル：ピーター・ルコイエ（映画版と同じ人物を演じている）

### テレビドラマ版スタッフ
- 製作：ポール・B・ラディン
- 企画：カール・フォアマン
- 製作総指揮：デヴィッド・ガーバー（英語版）

## エピソード

### シーズン1
- 第1話「ケニアを愛した男」/ THE WILD LAND
- 第2話「追われるエルザ」/ ELEPHANT TROUBLE
- 第3話「危機からの脱出」/ A MATTER OF SURVIVAL
- 第4話「あるハンターの死」/ DEATH OF A HUNTER
- 第5話「アフリカに来た少女」/ AFRICA'S CHILD
- 第6話「マサイの勇者」/ THE MASAI REBELS
- 第7話「空飛ぶドクター」/ THE FLYING DOCTOR OF KENYA
- 第8話「ケムジー少年の牛」/ THE TRESPASSERS
- 第9話「人食いライオン」/ MANEATERS OF MERTI
- 第10話「エルザの詩」/ ELSA'S ODYSSEY
- 第11話「楽園の破壊者」/ THE WHITE RHINO
- 第12話「神父と盗賊」/ THE RAIDERS
- 第13話「危険な槍」/ DEVIL LEOPARD